# Giáo dục Pháp
Hệ thống giáo dục Pháp vào thế kỷ 20 có tính cách dân chủ và bình đẳng. Kể từ năm 1959 (với cuộc cải cách của Berthoin), giáo dục phổ cập (giáo dục bắt buộc) được áp dụng cho lứa tuổi từ 6-16 tuổi thông qua một hệ thống học đường thuộc Bộ Giáo dục Pháp nhưng cũng có ngoại lệ tùy thuộc vào sự lựa chọn của gia đình nếu muốn học sinh được giáo dục ở nhà.
Tổng số học sinh và sinh viên trên toàn nước Pháp đạt 15.000.000 đầu thế kỷ 21, có nghĩa là có một phần tư dân số của nước Pháp đang đi học. Chi phí cho ngành giáo dục chiếm 6,6% tổng sản lượng quốc nội (GDP) của Pháp năm 2008 (7,6% năm 1995), trong đó 54,1% phụ thuộc ngân sách Bộ Quốc gia Giáo dục năm 2008 (so với 61% năm 1980)..
Trong năm 2008, theo INSEE, 69,2% dân Pháp có trình độ đại học và 19,9% cao hơn bằng đại học..
Hệ thống giáo dục Pháp được tổ chức có hệ thống và chia ra thành ba cấp:
- giáo dục tiểu học (enseignement primaire);
- trung học (enseignement secondaire);
- đại học (enseignement supérieur).

Giáo dục tiểu học & giáo dục trung học chủ yếu là hệ thống trường công nhưng cũng có hệ thống tư thục của Giáo hội Thiên Chúa La Mã hoặc của tư nhân phân bố khắp các tỉnh thành.
Niên học bắt đầu vào đầu Tháng Chín và bế giảng vào Tháng Bảy. Những ngày nghỉ lễ chính là 
- Lễ các Thánh (la Toussaint) khoảng 10 ngày vào cuối Tháng Mười.
- Giáng sinh và Tết Tây khoảng hai tuần
- Mùa đông vào Tháng Hai khoảng hai tuần
- Mùa xuân, cũng trùng vào Lễ Phục sinh khoảng hai tuần vào Tháng Tư
- Mùa hè khoảng hai tháng.

Tháng Năm hằng năm thì mọi trường sửa soạn thi Tú tài